# Stazione di Sperone-Avella
La stazione di Sperone - Avella  è una stazione della ferrovia Circumvesuviana.
Posta sulla ferrovia Napoli-Nola-Baiano, è al servizio dei comuni di Sperone e Avella.

## Strutture e impianti
La stazione dispone di un fabbricato viaggiatori ed è munita di un binario.

## Movimento
Il traffico passeggeri della stazione è abbastanza alto, complice il traffico pendolare in direzione Napoli.